# تسمم بمزيج دوائي
التسمم بمزيج دوائي (سي دي آي) أو الجرعة متعددة الأدوية (إم دي آي)، هو حالة تسمم تحدث عند تناول مجموعة من الأدوية بجرعة زائدة، وغالبًا ما يرتبط بإدمان المخدرات.
لوحظ في السنوات الأخيرة انتشار هذه الظاهرة. ففي ديسمبر 2007، أشار الدكتور جون مندلسون، اختصاصي علم الأدوية بمعهد أبحاث مركز كاليفورنيا باسيفيك الطبي، إلى أن الوفيات الناجمة عن تسمم مجموعة الأدوية كانت «نادرة نسبيًا»—حيث تُقدر بحالة وفاة واحدة من بين عدة ملايين—على الرغم من أنها بدأت تشهد تزايدًا لاحقًا. وفي يوليو 2008، نشرت وكالتي أسوشيتد برس وسي إن إن تقريرًا إخباريًا استند إلى دراسة طبية أظهرت ارتفاع معدلات هذه الوفيات على مدى عقدين، من عام 1983 حتى عام 2004. كما أصبح هذا النوع من التسمم يمثل خطرًا متزايدًا خاصةً بين كبار السن.

## عوامل الخطورة
يُعد الأفراد الممارسون للتعديد الدوائي وغيره من سلوكيات التوهم المرضي معرضين لارتفاع خطر الموت بسبب السي دي آي. تشمل الأخطار الأخرى للجمع بين الأدوية «التلف الدماغي، ومشاكل القلب، والنوبات، ونزيف المعدة، وتلف الكبد/فشل الكبد، وضربة الحرارة، والغيبوبة، والتنفس المكبوت، والفشل التنفسي»، بالإضافة إلى العديد من المضاعفات الأخرى. قد تنتج عن استخدام العديد من الأدوية اضطراباتٌ أخرى أيضًا مثل الاكتئاب والقلق. كبار السن هم الأكثر عرضةً لخطر التسمم الناتج عن مجموعة من الأدوية، لأنهم يعانون العديد من المشاكل الصحية المرتبطة بالتقدم بالسن والتي تحتاج إلى العديد من الأدوية، ويرافق ذلك ضعف بصرهم بسبب العمر، ما يؤدي إلى الخلط في الأدوية المأخوذة. غالبًا ما يُوصف للمرضى المسنين أكثر من دواء واحد من نفس الفئة الدوائية، وقد يعالج الأطباء الآثار الجانبية الناتجة عن الأدوية الموصوفة بمزيد من الأدوية، ما قد يربك المريض.

## الوقاية
على العموم، يجب مراقبة الاستخدام المتزامن لأدوية متعددة بعناية من قبل فرد مؤهل مثل طبيب حائز على شهادة البورد وطبيب يحمل ترخيصًا، إما دكتور في الطب أو دكتور في تقويم العظام. يهدف التعاون الوثيق بين الأطباء الواصفين والصيدليات، إلى جانب أتمتة الوصفات الطبية والتاريخ الطبي للمرضى، إلى تجنب حدوث تداخلات دوائية خطيرة. تُوفَّر قوائم موانع استعمال الدواء عادةً إما ضمن كتيبات ونشرات مرفقة مع العبوة (مرافقة للأدوية الموصوفة) أو ضمن ملصقات تحذير (للأدوية المتاحة دون وصفة طبية). يمكن أيضًا تجنب السي دي آي/إم دي آي من قبل الأطباء أيضًا، من خلال الطلب من مرضاهم إعادة أي وصفات طبية غير مستخدمة. يجب على المرضى أن يسألوا أطباءهم والصيادلة حول وجود أي تداخلات بين الأدوية التي يتناولونها.

## تركيبات شائعة

### الوفيات الناتجة عن الأسيتامينوفين/الباراسيتامول
في 30 يونيو عام 2009، أوصى فريق استشاري تابع لإدارة الغذاء والدواء (إف دي إيه) بسحب الفيكودين ومسكن ألم آخر يُسمى بيركوسيت من السوق بسبب ادعاء مفاده أنهما تسبّبا بأكثر من 400 حالة وفاة سنويًا. تكمن المشكلة في الجرعة الزائدة من الباراسيتامول (أسيتامينوفين/تايلينول مثلًا) وتلف الكبد. قد يتسبب هذان الدواءان، إلى جانب أدوية أخرى مثل النايكويل والتيرافلو، بالوفاة الناجمة عن الجرعة متعددة الأدوية و/أو الجرعة الزائدة.

### الكحول
قد يسبب الكحول تفاقم الأعراض، وقد يسهم مباشرةً في زيادة شدتها. تختلف أسباب السمية اعتمادًا على خليط الأدوية. يموت معظم الضحايا عادةً بعد استخدام دواءين أو أكثر تؤدي مجتمعةً إلى كبت التنفس، ويؤدي انخفاض مستوى الأكسجين في الدم إلى الموت الدماغي.